# Libano ai Giochi della XXVIII Olimpiade
Il Libano partecipò ai Giochi della XXVIII Olimpiade, svoltisi ad Atene, Grecia, dal 13 al 29 agosto 2004, con una delegazione di 5 atleti impegnati in tre discipline.

## Risultati

### Atletica leggera
| Q | Qualificato al turno successivo per la Classifica in qualificazione                                                          |
| q | Qualificato per il turno successivo per ripescaggio o, negli eventi su campo, conquistando la misura minima per qualificarsi |

Maschile
Eventi sul campo
| Atleta              | Evento        | Qualificazioni | Qualificazioni | Finale          | Finale          |
| Atleta              | Evento        | Distanza       | Classifica     | Distanza        | Classifica      |
| ------------------- | ------------- | -------------- | -------------- | --------------- | --------------- |
| Jean-Claude Rabbath | Salto in alto | 2.20           | =26º           | non qualificato | non qualificato |

Femminile
Eventi su pista e strada
| Atleta           | Evento      | Batteria  | Batteria   | Quarti di finale | Quarti di finale | Semifinale      | Semifinale      | Finale          | Finale          |
| Atleta           | Evento      | Risultato | Classifica | Risultato        | Classifica       | Risultato       | Classifica      | Risultato       | Classifica      |
| ---------------- | ----------- | --------- | ---------- | ---------------- | ---------------- | --------------- | --------------- | --------------- | --------------- |
| Gretta Taslakian | 200 m piani | 24"30     | 6ª         | non qualificata  | non qualificata  | non qualificata | non qualificata | non qualificata | non qualificata |

### Nuoto
Maschile
| Atleta            | Evento            | Batteria  | Batteria   | Semifinale      | Semifinale      | Finale          | Finale          |
| Atleta            | Evento            | Risultato | Classifica | Risultato       | Classifica      | Risultato       | Classifica      |
| ----------------- | ----------------- | --------- | ---------- | --------------- | --------------- | --------------- | --------------- |
| Abed Rahman Kaaki | 50 m stile libero | 24"68     | 57º        | non qualificato | non qualificato | non qualificato | non qualificato |

Femminile
| Atleta            | Evento            | Batteria  | Batteria   | Semifinale      | Semifinale      | Finale          | Finale          |
| Atleta            | Evento            | Risultato | Classifica | Risultato       | Classifica      | Risultato       | Classifica      |
| ----------------- | ----------------- | --------- | ---------- | --------------- | --------------- | --------------- | --------------- |
| Ghazal El Jobeili | 50 m stile libero | 31"00     | =63ª       | non qualificata | non qualificata | non qualificata | non qualificata |

### Tiro a segno/volo
Maschile
| Atleta      | Evento | Qualificazioni | Qualificazioni | Finale          | Finale          |
| Atleta      | Evento | Punti          | Classifica     | Punti           | Classifica      |
| ----------- | ------ | -------------- | -------------- | --------------- | --------------- |
| Nidal Asmar | Trap   | 117            | 14º            | non qualificato | non qualificato |